# James Town
James Town é uma Região censo-designada localizada no estado norte-americano de Wyoming, no Condado de Sweetwater.

## Demografia
Segundo o censo norte-americano de 2000, a sua população era de 552 habitantes.

## Geografia
De acordo com o United States Census Bureau tem uma área de
22,1 km², dos quais 21,6 km² cobertos por terra e 0,5 km² cobertos por água.

## Localidades na vizinhança
O diagrama seguinte representa as localidades num raio de 68 km ao redor de James Town.